# Застава М93 (гранатомёт)
Застава М93 (Zastava BGA 30 mm) — сербский 30-мм гранатомёт производства компании «Застава Оружие», копия советского АГС-17.

## Описание
Может вести огонь одиночными выстрелами и очередями. Скорострельность при минимальной скорости составляет 65—70 гранат в минуту, при высокой скорости до 170 гранат. Эффективно поражает как живую силу противника, так и бронетехнику. Теоретически может вести огонь со скоростью 350—400 гранат в минуту.
Прицел НСБГ-1 позволяет вести огонь под разными углами: горизонтально 30 градусов, вертикально от −5 до +70 градусов.
Поражает открытые цели на расстоянии 1700 м, пробивает броню боевой техники на расстоянии до 1000 м.
Может устанавливаться на бронетранспортёры и вертолёты.

## Дополнительная информация
В расчёт входят три человека: стрелок, помощник и подносчик боеприпасов.
В качестве боеприпаса используются гранаты М93 нескольких типов. Гранаты поставляют в ящиках по 29 шт.

## ссылки
- Automatic Grenade Launcher M93 / официальный сайт производителя ("Zastava Arms")